# Synagogue néologue de Košice
La synagogue néologue de Košice, ville de l'est de la Slovaquie, a été construite en 1926-1927. La synagogue au centre de la ville abrite aujourd'hui la Philharmonie et est communément appelée la Maison de l'Art (slovaque : Dom umenia).

## Histoire
En 1924, la communauté juive néologue de Košice a échangé sa synagogue avec celle de la communauté traditionnelle. Alors qu'ils n'ont reconstruit leur nouvelle synagogue qu'en fonction de leurs besoins, la communauté néologue a démoli leur bâtiment nouvellement acquis et a construit une toute nouvelle synagogue. Celle-ci a été achevée en 1927. Après la Seconde Guerre mondiale, au cours de laquelle la majorité de la population juive a été décimée, l'administration de la ville a repris le bâtiment dans les années 1950 et l'a reconstruit. Un vestibule a remplacé le portique précédent, qui a été adapté au style général. L'intérieur a également subi d'importants changements. La grande étoile de David métallique sur le dôme a été retirée et intégrée au mémorial de l'Holocauste dans le cimetière juif de Košice.
L'Orchestre philharmonique d'État est installé ici depuis la rénovation.

## Architecture
Le bâtiment de la synagogue est un exemple exceptionnel de l'architecture néo-baroque hongroise de l'entre-deux-guerres. La structure monumentale est dominée par un dôme d'un diamètre de 24 m et d'une hauteur de 37 m. Les colonnes (démolies) du portique mesuraient 25 m de haut.
Le bâtiment offrait de l'espace pour 1 100 personnes, qui étaient réparties dans le hall principal au rez-de-chaussée et la galerie des femmes en demi-cercle .

## Voir également
- Nouvelle synagogue orthodoxe de Košice
- Judaïsme néologue

## Liens web
- Photo(s) du bâtiment d'origine (1927). Accédé le 26 janvier 2020.
- Histoire de la communauté juive de Košice (anglais). Accédé le 26 janvier 2020.